# Richard K. Davidson
Richard (Dick) K. Davidson (geboren am 9. Januar 1942 in Allen, Kansas) ist ein amerikanischer Manager. Er war Chairman, CEO und Präsident der Union Pacific Corporation.

## Leben
Richard Davidson wuchs auf einer kleinen Farm in der Nähe von Topeka auf. Sein Vater starb bei einem Verkehrsunfall, als er sechs Jahre alt war. Seine Mutter begann daraufhin als Krankenschwester zu arbeiten, daneben führte sie die Farm, auf der Richard und sein Bruder mitarbeiten mussten.
1960 begann Richard Davidson als Brakeman und nach zwei Jahren als Conductor bei der Missouri Pacific Railroad zu arbeiten, um sein Studium zu finanzieren. Nach dem Erhalt seines Bachelor-Abschlusses an der Washburn University in Topeka 1966 wurde er in das Management-Trainee-Programm der Missouri Pacific aufgenommen. Nach neun Monaten begann er dann 1966 seine Tätigkeit als Assistant Trainmaster im Hollywood Yard in Shreveport (Louisiana) und arbeitete danach in weiteren Bereichen der operativen Abteilung. 1975 war er für ein Jahr Assistent des Vizepräsidenten für den operativen Betrieb und wurde dann Vizepräsident für diesen Bereich. Nach der Fusion der Missouri Pacific Railroad mit der Union Pacific Railroad 1982 arbeitete er auf verschiedenen leitenden Positionen bei der Union Pacific Railroad. Ab 1986 wurde er als Vizepräsident für den operativen Bereich vom Präsidenten der Union Pacific Railroad, Michael H. Walsh, mit der Umsetzung des unternehmensinternen Qualitätssystems beauftragt.
1989 wurde er nach dem Wechsel von Jerry R. Davis zur CSX Transportation Executive Vice President für den operativen Bereich. Im August 1991 wurde er nach dem plötzlichen Ausscheiden von Walsh Präsident, CEO und Chairman der Union Pacific Railroad. Im August 1995 gab er die Funktion des Präsidenten an Ronald J. Burns ab und fungierte als Chairman der Bahngesellschaft. Nachdem Burns das Unternehmen im November 1996 verlassen musste, übernahm er wieder zusätzlich die Funktion eines Chief Executive Officer. Zum 1. Januar 1997 wurde er Chairman, CEO und Präsident der Holdinggesellschaft Union Pacific Corporation als Nachfolger von Andrew L. Lewis.
Während dieser Zeit (Ende 1996/Anfang 1997) kam es durch die Fusion der Union Pacific Corporation mit der Southern Pacific Rail Corporation sowie ein nicht erwartetes Wirtschaftswachstum zu einer völligen Überlastung des Streckennetzes mit der Folge, dass sich Züge über hunderte von Kilometern auf den Strecken stauten. In der Folge gelang es Davidson durch seine offene Art, das Vertrauen der Investoren und Versender wiederzugewinnen und langfristigen Schaden vom Unternehmen abzuwenden.
Davidson verlagerte den Sitz der Holdinggesellschaft nach Omaha an den Sitz der Bahngesellschaft. Durch den Verkauf aller bahnfremden Konzernunternehmen, zuletzt 2005 die Spedition Overnite Transportation, wurde die Union Pacific Corporation wieder zu einer reinen Bahngesellschaft.
Zum 1. Januar 2006 trat er als Präsident und CEO der Union Pacific Corporation zurück und übergab die Geschäfte an den Präsidenten der Bahngesellschaft, James R. Young. Ende Januar 2007 beendete er seine Tätigkeit als Chairman der Union Pacific Corporation sowie als CEO und Chairman der Union Pacific Railroad.
Neben seiner Tätigkeit bei der Union Pacific war er im Aufsichtsrat der California Energy Company, von Impala Asset Management, der Chesapeake Energy Corporation, der The Kroger Co.
Richard Davidson erhielt mehrere Auszeichnungen. 2001 wurde er in die Kansas Business Hall of Fame aufgenommen und erhielt den Horatio Alger Award. 2003 wurde er Railroader of the Year. 2004 war er der „König“ der Aksarben Foundation, einer gemeinnützigen Organisation in Nebraska.
Er war im Aufsichtsrat der Foundation für den Malcolm Baldrige National Quality Award und Mitglied des Kennedy Center Corporate Fund Board sowie im Treuhänderrat der Pfadfinderorganisation Boy Scouts of America.
Richard K. Davidson war mehrfach verheiratet und hat mehrere Kinder.